# 小行星9007
小行星9007（9007 James Bond）是1983年10月5日由安東寧·姆爾科斯在捷克克莱季天文台發現的小行星。
它的名字是為了紀念英國小說家伊恩·佛萊明，佛萊明在1953年至1964年間寫了一系列12本小說和9個短篇故事描述虛構的英國間諜詹姆士·龐德。龐德也是1968年後數十本其他作者延伸出版的小說，與持續在歷史中成為最受歡迎和盈利最豐的系列電影的中心人物。這顆小行星的序號，9007，是龐德在英國秘密情報局服務的代碼。